# Papuascincus
Papuascincus – rodzaj jaszczurek z podrodziny Sphenomorphinae w rodzinie scynkowatych (Scincidae).

## Zasięg występowania
Rodzaj obejmuje gatunki występujące na Nowej Gwinei. 

## Systematyka

### Etymologia
Papuascincus: Papua-Nowa Gwinea; łac. scincus „rodzaj jaszczurki, scynk”.

### Podział systematyczny
Do rodzaju należą następujące gatunki:
- Papuascincus borealis Slavenko, Richards, Donnellan, Allison & Oliver, 2024
- Papuascincus buergersi (Vogt, 1932)
- Papuascincus eldorado Slavenko, Richards, Donnellan, Allison & Oliver, 2024
- Papuascincus morokanus (Parker, 1936)
- Papuascincus phaeodes (Vogt, 1932)
- Papuascincus stanleyanus (Boulenger, 1897)